# Natalja Lavrova
Natalja Lavrova (russisk: Наталья Александровна Лаврова) (født 4. august 1984, død 23. april 2010) var en russisk gymnast og dobbelt olympisk guldvinder i rytmisk gymnastik for hold fra 2000 og 2004.
Hun døde i en bilulykke i Pensa oblast, hvor hun boede.